# Ipomoea soluta
Ipomoea soluta là một loài thực vật có hoa trong họ Bìm bìm. Loài này được Kerr mô tả khoa học đầu tiên năm 1941.